# Nhà thờ Đức Mẹ Đồng trinh Sầu bi ở Pohorelá
Nhà thờ Đức Mẹ Đồng trinh Sầu bi ở Pohorelá (tiếng Slovakia: Kostol Sedembolestnej Panny Márie v Pohorelá) là một nhà thờ Công giáo La Mã ở thị trấn Pohorelá, vùng Banská Bystrica, Slovakia. Vào ngày 26 tháng 6 năm 1966, nhà thờ này được ghi danh vào Danh sách Di tích Trung ương theo quyết định của Bộ Văn hóa Cộng hòa Slovakia.

## Lịch sử
Việc xây dựng nhà thờ hoàn thành vào năm 1768. Nhà thờ được xây dựng theo phong cách kiến trúc Baroque, cụ thể là có một gian giữa và có một tầng áp mái.
Vào ngày 5 tháng 4 năm 1883, một trận hỏa hoạn lớn đã xảy ra và phá hủy gần như toàn bộ ngôi làng. Nhà thờ cũng bị hư hại trong trận hỏa hoạn đó. Mãi đến năm 1906, nhà thờ mới được sửa chữa.
Ban đầu, nhà thờ tôn kính Thánh Stephen, vua của Hungary. Nhà thờ được đổi tên như hiện tại vào năm 1964.

## Miêu tả
Trong tòa nhà cổ kính này có một băng ghế dài được chạm khắc nghệ thuật theo phong cách tân Gothic của Sa hoàng Bulgaria Ferdinand Coburg. Tháp chuông ở phía tây và bàn thờ chính ở phía đông của nhà thờ. Bàn thờ có từ đầu thế kỷ 20, được trang trí bằng những bức tượng của Thánh Elizabeth của Hungary và Thánh Imrich.